# Dipcadi welwitschii
Dipcadi welwitschii là một loài thực vật có hoa trong họ Măng tây. Loài này được (Baker) Baker mô tả khoa học đầu tiên năm 1870.